# Вишнів (Івано-Франківський район)
Ви́шнів — село Букачівецької селищної громади Івано-Франківського району Івано-Франківської області, розташоване на Дністровсько-Свірзькому вододілі. Назва села відома із XV ст. Етнографічно с. Вишнів приналежне до регіону Опілля. За віросповіданням жителі с. Вишнів є греко-католиками.

## Фізико-географічне положення

Південна частина с. Вишнів. Вигляд з урочища «Лісничівка»

Село Вишнів розташоване в межиріччі Дністра та Свіржа (ліва притока Дністра), характеризується нахилами у сторону Дністра (південна частина), і в сторону Свіржа (північна частина). Висоти над рівнем моря коливаються в межах 270—310 м.
Південна частина глибоко розчленована долинами двох потоків, і має вигляд плоских хребтів протяжністю 7-15 км, від дністровсько-свірзького вододілу до долини Дністра. Територія, майже, повністю вкрита лісовою рослинністю.
Північна частина має слабкий нахил до р. Свірж, з численними заболоченими ділянками, які чергуються з агроценозами, пасовищами, сінокосами, гаями тощо.

## Природні умови

### Рослинність
Основним типом лісової рослинності є формації букових лісів, представлені субформацією грабово-букових лісів (2 граб 3 бук). Згідно з ґеоботанічним районуванням вони приналежні до європейсько-сибірської лісової області; східноєвропейської провінції; західноукраїнської підпровінції; кременецько-хотинського ґеоботанічного округу букових та дубово-букових лісів, бурштинського району грабово-букових лісів.

### Флора
У флорі налічується 14 видів рослин занесених до Червоної книги України: Licopodium annotinum L. — Плаун однорічний; Trollium eurupeum L. — Калюжниця європейська; Colchicum autumnale L. — Пізньоцвіт осінній (місцева назва: Восінній крокус); Fritillaria meleagres F. — Рябчик шаховий (місцева назва: Чорний тюльпан); Lilium martagon L. — Лілія лісова; Allium ursinum L. — Цибуля ведмежа (місцева назва: Дикий чисник); Galantus nivalis L. — Підсніжник білосніжний (місцева назва: Чисничок); Leucojum vernum L. — Білоцвіт весняний (місцева назва: Цибулька); Cephalanthera longifolia (L.) Fritsh. — Булатка довголиста (місцева назва: Дика конвалія); Planthera bifolia (L.) Rich. — Любка дволиста (місцева назва: Біла зозулька); Epipactis palustris (L.) Crantz — Коручка болотяна; Neottia nidus-avis (L.) Rich. — Гніздівка; Dactilorhyza fuchsii (Druce) Soo — Пальчастокорінник Фукса (місцева назва: зозулька); Dactylorhysa traunsteineri (Saut) Soo — Пальчастокорінник Траунштейнера (місцева назва: зозулька)

### Мікобіота
У складі мікобіоти налічується 1 вид грибів занесених до Червоної книги України — Grifola umbellata (Fr.) Pill. — Ґрифола парасолькова (місцева назва: Баранєчка)

### Фауна
У фауні відомо 11 видів тварин занесених до Червоної книги України: Calopteryx virgo (Linnaeus, 1758) — красуня діва; Anax imperator (Leach, 1815) — дозорець-імператор; Emus hirtus L., 1758 — стафілін волохатий; Papilio machaon L., 1758 — вітрильник махаон; Iphiclides podalirius L., 1758 — вітрильник подалірій; Parnassius mnemosyne L., 1758 — вітрильник мнемозина; Aglia tau L., 1758 — сатурнія мала; Callimorpha quadripunctaria (Poda, 1761) — ведмедиця Гера (вид виключений із 3-го видання ЧКУ (2009 рік)); Bombus muscorum (Linnaeus, 1758), 1775 — джміль моховий; Ciconia nigra L., 1758 — лелека чорний (місцева назва — чорний бузьок).
У фауні околиць с. Вишнів налічується 38 видів Жуків-вусачів, приналежних до 4-х підродин, 16-и триб та 33-х родів. Найчисельнішими видами є Allostema tabacicolor — 16,1 %, Dinoptera collaris — 14,1 %, Phymatodes testaceus — 11,5 %, Stenurella melanura — 12,3 %, Brachyleptura maculicornis — 6,7 %, Grammoptera ruficornis — 3,6 %, Leptura maculata — 3,8 %, Rhopalopus macropus — 9,7 %. Ці види є типовими поліфагами на листяних деревах, їх личинки розвиваються в деревині бука, граба, дуба, берези, осики, яблуні, горіха, гіркокаштану, черешні, вишні та ін.

## Історія

### Легенди про заснування
Згідно з місцевою легендою, с. Вишнів було засноване переселенцями із зруйнованого під час татарського набігу с. Грабів. На місце заснування нового села вказала чудодійна ікона, яка зникла із Грабівського монастиря, й дивовижним чином опинилася серед лісу, підвішеною на вишні (звідки й назва), далеко від Грабова. На місці віднайденої ікони було споруджено церкву, а довкола збудовано село, що й отримало назву Вишнів.
Сучасне місцина «Грабів» знаходиться в урочищі «Бушівецький Ліс» за 4,5 км (географічні координати: 49°15' пн.ш. та 24°22' сх.д.) на південний захід від с. Вишнів. Археологічною експедицією Івано-Франківського краєзнавчого музею було віднайдено фундамент культової споруди, ймовірно монастиря, численні залишки кераміки та сліди поселення. Жителі с. Вишнів здійснюють паломництва «на Грабів», вважаючи цілющою воду із тамтешнього джерела.

### Версії заснування
За однією із версій засновником села вважається козак Василь Пасічник (дане прізвище досі розповсюджене у с. Вишнів) з Білої Церкви. За переказами він похований біля сільської церкви. Його правнук Василь був одним із фундаторів церкви, побудованої в 1776 р. (не збереглася до наших днів).
За іншою версією, село засновано боярином Вишнею, від імені якого й походить назва.

### Період Королівства Польського (до 1795)

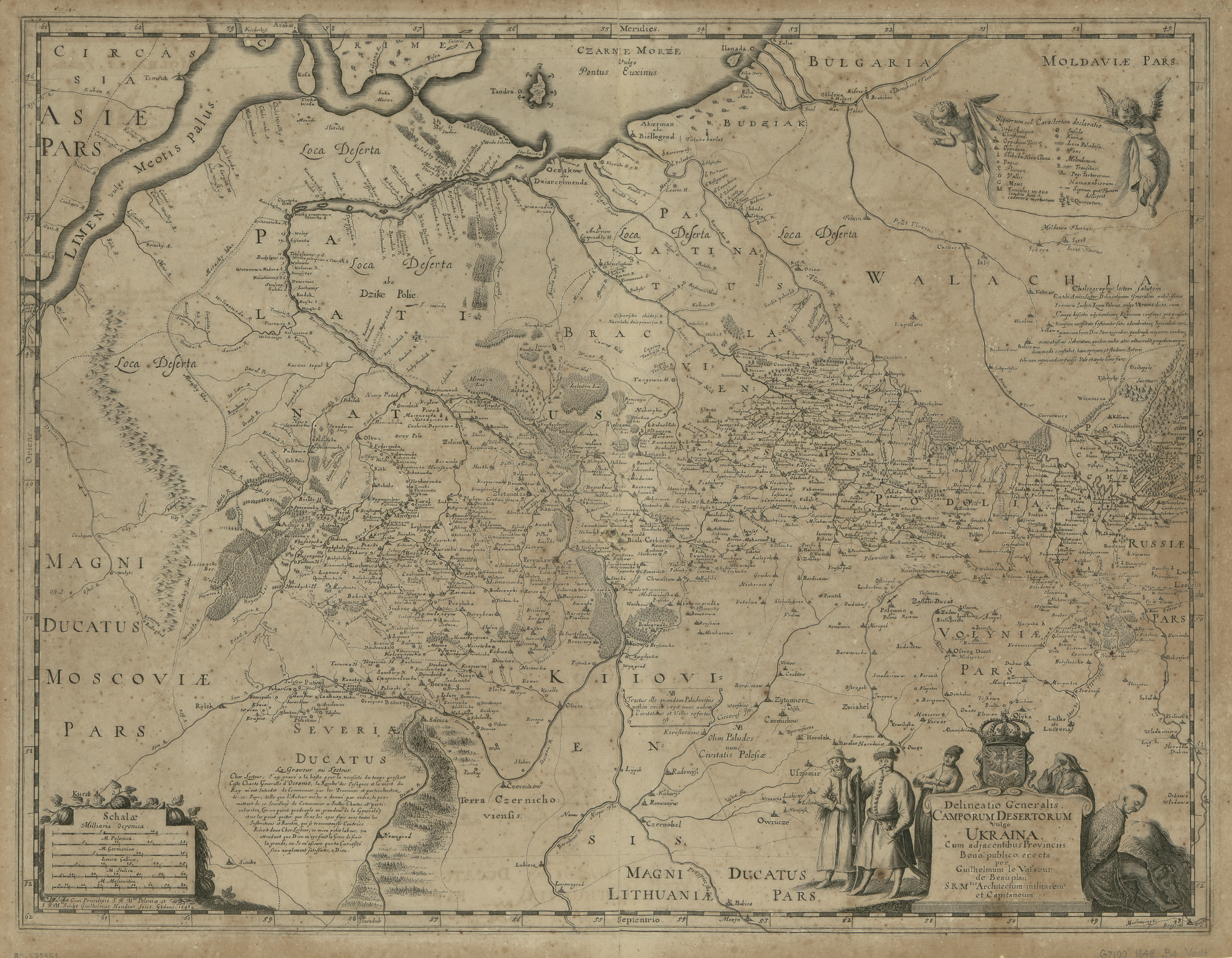
Ґенеральна мапа України, виконана Ґійомом де Бопланом, 1648

Згадується 22 червня 1439 року в книгах галицького суду.
с. Вишнів із XV століття входило до складу Руського Воєводства Королівства Польського. Село позначене на Ґенеральній мапі України виконаній Ґійомом де Бопланом 1648-го року, де наведене під назвою «Wiczenic».

### Період Австро-Угорської імперії (1795—1918)
Після першого поділу Польщі у 1772 р. село увійшло до складу монархії Габсбургів (з 1804 р. Австрійської імперії). У Вишневі зведено нову церкву Святого Архистратига Михаїла, яка, із перевами в роки радянської окупації, діяла до 2007 року. У 1848 році місцеві селяни, після подій Весни Народів, отримали свободу від панщини. Наприкінці XIX — початку XX століть відбулось становлення національної свідомості місцевої громади, розповсюдження та вкорінення націоналістичних ідей, які стали рушійною силою до участі населення у національно-визвольних змаганнях. Основну роль у національному просвітництві зіграла відкрита у селі 1910 року читальня «Просвіти», діяв хор, драматичний гурток та бібліотека.

### Період Першої світової війни (1914—1918)
1914 року с. Вишнів опинилось у вирі Першої світової війни, боєздатних жителів було мобілізовано й відправлено на західний фронт. В той же час, у результаті поразки Австро-Угорських військ, у ході Галицької Битви, наприкінці вересня 1914-го року село окупували війська Російської імперії. На той час у селі існував москвофільський осередок і загальні настрої населення знаходились на стороні Російської імперії. Як наслідок, австрійська влада здійснила низку арештів москвофілів та їх симпатиків, іноді базуючись лише на підозрах. Зокрема, впродовж серпня 1914-го року арештованими були селяни Блюзновський Степан (арештований 09.08.1914), Гучко Михайло, Мельник Іван, Сенин Даниїл (арештований 28.081914), Федак Марфа, Феник Даниїл, Феник Іван. Під арешт потрапила й сім'я місцевого священика Філіповського Павла, за підозрою у співпраці із росіянами, оскільки напередодні війни він побував у Російській імперії. 12 вересня 1914-го року арештовано місцевого мешканця Курільця Григорія, як небезпечного москвофільського агітатора. Ув'язнених було доправлено до Талєрґофського концентраційного табору, де вони відбували покарання.
Після Горлицького прориву (2-5 травня 1915 р) австро-угорські війська розпочали звільнення Галичини. У червні 1915 року було звільнено Вишнів.

### Період Західноукраїнської Народної Республіки (1918—1919)
Після листопадового чину у Львові, 9 листопада 1918 року, с. Вишнів увійшло до складу незалежної Західноукраїнської народної республіки. Одночасно спалахнула українсько-польська війна — об'єднані польсько-французькі війська розпочали наступ на ЗУНР. Населення надавало допомогу Українській Галицькій Армії. 22 січня 1919 року в результаті проголошення Акту злуки між ЗУНР і УНР, с. Вишнів увійшло до складу Західної області Української Народної Республіки об'єднаної України. Однак, 25 травня 1919 року після прориву оборонних позицій УГА, село опинилось на лінії фронту Болехів—Ходорів—Бібрка—Бузьк й було окуповане польськими військами, відійшовши до складу Польщі.

### Період Польської республіки (1919—1939)
У 1939 році в селі проживало 1740 мешканців (1520 українців-грекокатоликів, 190 українців-римокатоликів, 10 поляків і 20 євреїв).

### Період Другої світової війни (1939—1945)
З 1939 по 1941 рр. після окупації Польщі нацистською Німеччиною та комуністичною Росією р с. Вишнів разом зі Східною Галичиною відійшло до СРСР. Адміністративно воно підпорядковувалось Букачівецькому району, який у 1959 р. був розформований і включений до складу Рогатинського району Станіславської області УРСР.

## Пам'ятки архітектури та археології
Церква Святого Архистратига Михаїла збудована у 1804 році, занесена до переліку архітектурних пам'яток Рогатинського району Івано-Франківської обл. (ох. № 866). До освячення нової церкви 2007 році, стара церква була діючим храмом. Зараз вона залишається пам'яткою архітектури.

## Населення
Населення станом на 09.12.1931 р. становило 1607 осіб, на 01.01.2009 р. — 403, у тому числі 47 мешканців хутора Зруб. Щільність населення становить 32,6 осіб на квадратний кілометр.

## Діалект
Жителі с. Вишнів спілкуються на західному опільському діалекті.

## Пластова діяльність
У 2005 році на околиці с. Вишнів, в урочищі «Гузів» проводився паланковий пластовий табір «Пластове літо-2005». В рамках табору було проведено пошукові роботи з дослідження, перебування та загибелі на хуторі Зруб одного з чільних діячів ОУН Петра Полтави. Організовано зустріч з мешканцями хутора, влаштовано імпровізований концерт.

## Відомі персоналії

### Народилися
- Заморока Андрій Михайлович (1982) — український ентомолог, фахівець у галузі жуків-вусачів, науковий співробітник Галицького національного природного парку. Популяризатор науки («Станіславівський натураліст»), активний учасник Української Вікіпедії.
- Паньків Роман Ілліч (* 1943, с. Вишнів, Україна). Поет, письменник, священник. Закінчив Теологічно-Катехитичний інститут. Автор книжок «Повернусь у рідну домівку», «Заспіви», «Пісня мого серця», «Втрачене літо», «Зірка, до якої йду», «Сльоза від Бога», «Крик лелеки».
- Пасічник Митро Ількович (1902 — ?) — український поет.
- Заморока Григорій Юрійович (1891—1967) — український педагог, громадський діяч. Працював учителем математики і фізики Рогатинської ґімназії «Рідна Школа», директором Станіславівської ґімназії, директором СШ № 5 у Станіславі. Мав військове звання лейтенанта (артилерія) Австрійської Армії, пізніше, капітана (артилерія) Української Галицької Армії.
- Шухевич (Величковська) Ірина (1885—1979) — художниця.

### Померли
- Федун-Полтава Петро (* 24 лютого 1919, с. Шнирів, Бродівський район, Львівської області — † 23 грудня 1951, загинув у с. Вишнів, на хуторі Зруб, у бою із військами НКВД) — Полковник УПА, ідеолог національно визвольної боротьби 1940—1950 рр., заступник Голови Генерального Секретаріату та керівник бюро інформації УГВР, начальник політвиховного відділу Головного військового штабу УПА, редактор та автор багатьох підпільних публікацій. Лицар Срібного Хреста Заслуги(1947). Член Головного Проводу ОУН від літа 1948 р., заступник голови ГС УГВР (1950-1951). Нагороджений УГВР Золотим Хрестом бойової заслуги І кляси та медаллю "За боротьбу в особливо важких умовах". У 2005 році у місці його загибелі та ще двох повстанців УПА було встановлено пам'ятний знак.
- Кравчук Роман Миколайович (* 6 жовтня 1910, м. Кам,янка-Бузька — + 23 грудня 1951, загинув поблизу с.Вишків у бою з військами НКВД). З січня 1944 - крайовий провідник ОУН ЗУЗ. З літа 1950 року заступник Голови Проводу ОУН. 1950 року Полковник УПА, громадський і політичний діяч.